# Самойлов, Николай Сергеевич
Николай Сергеевич Самойлов (род. 17 мая 1984, Тула) — российский самбист и дзюдоист, чемпион России по самбо, мастер спорта России международного класса по самбо, мастер спорта России по дзюдо. По самбо выступал в 1-й полусредней весовой категории (до 68 кг). Выпускник Тульского государственного университета.

## Спортивные результаты
- Чемпионат России по самбо 2007 года — ;